# Georges Weill (Politiker)

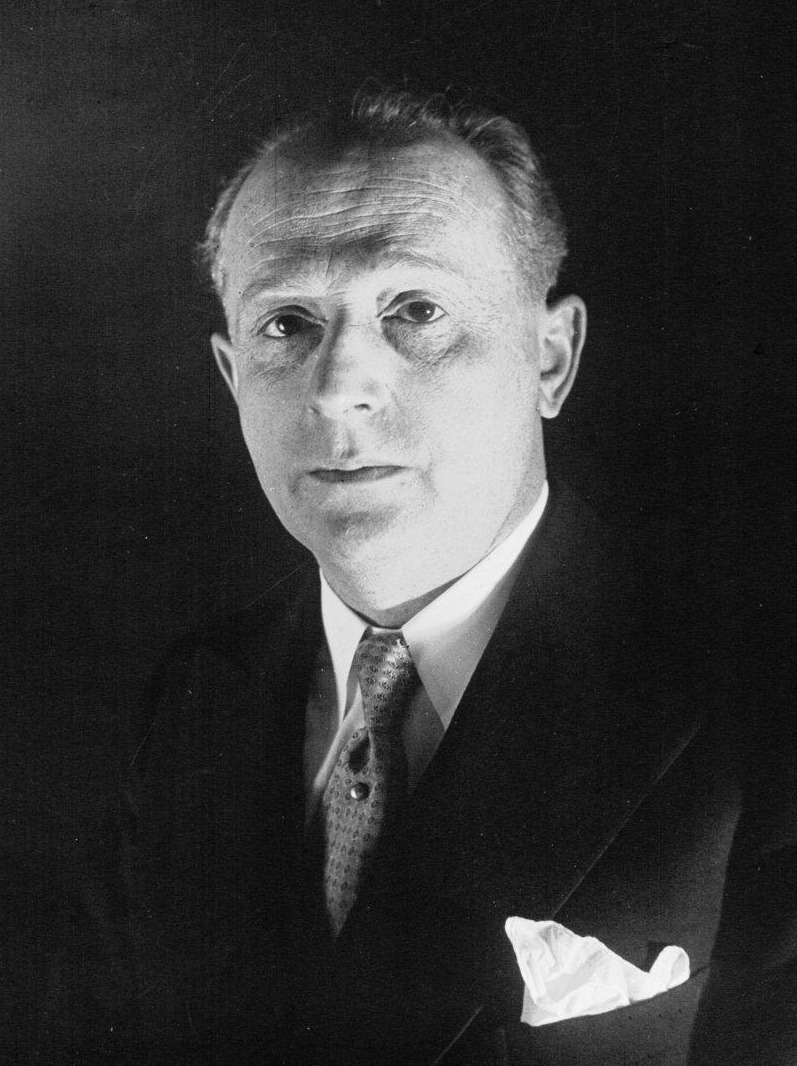
Georges Weill (1933)

Georges Weill (auch Georg Weill; * 17. September 1882 in Straßburg; † 10. Januar 1970 in Paris) war deutscher und französischer Redakteur und Politiker (SPD, LPN). Er war Mitglied des Deutschen Reichstags und der Französischen Nationalversammlung.

## Leben
Weill wurde 1882 als Sohn des Kaufmanns Elias Weill und dessen Ehefrau Melanie Weill, geborene Dreyfus, in Straßburg geboren. Er stammte aus einer zweisprachigen bürgerlichen jüdisch-elsässischen Familie. Er besuchte das Lyzeum in Straßburg, die Faculté des Lettres (Sorbonne) in Paris, die rechts- und staatswissenschaftliche Fakultät der Universität Straßburg und promovierte 1904 als Doktor der Staatswissenschaften in Straßburg bei Georg Friedrich Knapp. Von 1900 bis 1901 war er Redakteur der Zeitschrift Le Mouvement Socialiste in Paris, von 1902 bis 1904 wissenschaftlicher Hilfsarbeiter bei der Handelskammer in Straßburg, 1905 Redakteur der Freien Presse in Straßburg, von 1906 bis 1910 Redakteur der Fränkischen Tagespost in Nürnberg und seit 1910 Schriftsteller in Straßburg. Er veröffentlichte Studien in Zeitschriften, Broschüren, 1905: Lage der Kanalschiffer in Elsaß-Lothringen, 1909: Arbeiterbewegung in Frankreich. Wegen „Pressevergehen“ wurden mehrfach Geldstrafen und auch zwei Gefängnisstrafen gegen ihn verhängt.
Er vertrat in der SPD Positionen des Revisionismus.
Ab 1912 war er Mitglied des Deutschen Reichstags für den Wahlkreis Reichsland Elsaß-Lothringen 14 (Metz) und die SPD. Er gewann den Wahlkreis gegen den bisherigen Mandatsinhaber, den lothringischen Protestler Albert Grégoire, in der Stichwahl mit der Unterstützung der Liberalen.
Bei Kriegsausbruch 1914 trat er als Dolmetscher in die französische Armee ein und erklärte öffentlich, sich auf die Seite Frankreichs zu stellen. Anfang 1915 entzog ihm das Ministerium Elsaß-Lothringen darauf die Staatsangehörigkeit des Reichslandes Elsass-Lothringen und am 3. Januar 1915 wurde vom Direktor des Reichstages erklärt, dass Weills Mandat erloschen sei, da dieser seine Wählbarkeit verloren habe. Wegen der Kriegsereignisse und der Unfähigkeit der Parteien, sich auf einen gemeinsamen Kandidaten zu einigen, konnte eine Ersatzwahl in dem Wahlkreis bis Kriegsende nicht durchgeführt werden.
Nach dem Krieg lebte er in Paris und kehrte nie nach Lothringen zurück. Von 1924 bis 1928 und von 1932 bis 1936 gehörte er der Französischen Nationalversammlung an. 1928 war er in einer Stichwahl dem Kandidaten Jean-Pierre Mourer unterlegen. Er war Vizepräsident der von Alexandre Millerand gegründeten Ligue républicaine nationale.
Während des Zweiten Weltkrieges lebte er in Algier. Womöglich war er der letzte lebende Abgeordnete eines Reichstags des Deutschen Kaiserreichs, da die Todesdaten der Abgeordneten Eugen Schatz (* 1872), Friedrich Thoma (* 1873) und Rudolf Schröder (* 1876) unbekannt sind.